# Psettodes
Psettodes es un género de peces de la familia Psettodidae, del orden Pleuronectiformes. Este género marino fue descrito científicamente en 1831 por Edward Turner Bennett.

## Especies
Especies reconocidas del género:
- Psettodes belcheri E. T. Bennett, 1831
- Psettodes bennetti Steindachner, 1870
- Psettodes erumei (Bloch & J. G. Schneider, 1801)